# Triméthyloléthane
Le triméthyloléthane (TME), ou 1,1,1-tris(hydroxyméthyl)éthane, est un composé chimique de formule CH3C(CH2OH)3. Il s'agit d'un triol se présentant sous la forme d'un solide incolore, dont la structure moléculaire est celle du néopentane C(CH3)4 avec trois hydroxyles –OH sur trois des quatre méthyles –CH3. Ses esters sont connus pour leur résistance à la chaleur, à la lumière, à l'hydrolyse et à l'oxydation. Le triméthylolpropane CH3CH2C(CH2OH)3 (TMP), industriellement plus important, lui est chimiquement apparenté.
Le triméthyloléthane est fabriqué à travers un processus en deux étapes commençant par la condensation du propanal CH3CH2CHO avec le formaldéhyde HCHO :
CH3CH2CHO + 2 HCHO → CH3C(CH2OH)2CHO.
La seconde étape fait intervenir une réaction de Cannizzaro :
CH3C(CH2OH)2CHO + HCHO + NaOH → CH3C(CH2OH)3 + NaO2CH.
Plusieurs milliers de tonnes de ce composé sont produits ainsi chaque année.[réf. nécessaire]
Le triméthyloléthane est un intermédiaire dans la production de résines polyester et alkyde, de résines de peinture en poudre, d'huiles de synthèse à base d'esters de polyols, de stabilisants pour matière plastique, plastifiants et de pigments à base de dioxyde de titane TiO2. Les résines à base de triméthyloléthane ont une meilleure résistance aux intempéries, à la chaleur et aux bases. Il est également utilisé dans certains matériaux à changement de phase : la composition massique typique est alors de 63 % de triméthyloléthane et 37 % d'eau, ce mélange ayant alors une température de fusion de 29,8 °C et une enthalpie de fusion de 218 kJ·kg-1.
La nitration du triméthyloléthane donne du trinitrate de triméthyloléthane CH3C(CH2ONO2)3, un explosif pouvant être utilisé comme monergol et comme plastifiant à haut contenu énergétique.